# Kamala (wrestler)
Kamala, pseudonimo di James Harris (Senatobia, 28 maggio 1950 – Oxford, 9 agosto 2020), è stato un wrestler statunitense.
Per la maggior parte della carriera, Harris ha combattuto con il ring name di Kamala, interpretando la gimmick del selvaggio gigante ugandese.

## Gioventù
Harris nacque a Senatobia e crebbe a Coldwater (Mississippi), dove la sua famiglia aveva un piccolo negozio. Durante l'adolescenza ebbe problemi con la legge per un'accusa di furto con scasso e fu invitato a lasciare la città. Nel 1967, si trasferì in Florida a raccogliere frutta, dove frequentò per un breve periodo il college e lavorò come idraulico. All‘età di venticinque anni, Harris partì per il Michigan, dove incontrò il wrestler Bobo Brazil. In seguito a questo incontro, Harris iniziò ad allenarsi per diventare un lottatore sotto la guida di un amico di Brazil, Tim Hampton. Si trasferì in Arkansas per continuare l'allenamento, poiché non sopportava l'inverno rigido e nevoso del Michigan.

## Carriera nel wrestling
Harris si allenò insieme a Michael Hayes, Percy Pringle, e Terry Gordy. Debuttò nel 1978, affrontando The Great Mephisto nel suo primo match. All'inizio Harris combatteva con il nome di "Sugar Bear" prima di adottare i soprannomi "Ugly Bear" Harris e "Big" Jim Harris. Combatté in Gran Bretagna per diversi anni affinando le sue abilità di combattente. Sviluppò il personaggio del “Bombardiere del Mississippi“, che già aveva qualche somiglianza con la gimmick di Kamala che lo renderà celebre.
Alla fine dell‘esperienza in Inghilterra ritornò negli Stati Uniti. Mentre stava acquistando un nuovo costume a Memphis, Tennessee, Jerry Lawler e Jerry Jarrett chiesero a Harris di adottare un'altra gimmick. Harris accettò, e, insieme a Lawler, creò Kamala (originariamente chiamato Kimala) sulla base di un personaggio pensato in origine da The Great Mephisto proprio per Harris. Jarrett e Lawler pensarono che l'interpretare un wrestler africano, poteva compensare le scarse doti tecniche e di intrattenitore di Harris, non abilissimo al microfono durante le interviste. Il nome fu tratto da un articolo del National Geographic Magazine che Jarrett aveva letto, dove si parlava di un certo Dottor Kimala, che stava conducendo qualche ricerca scientifica in Uganda.
Il personaggio creato per Harris diventò presto un selvaggio ugandese cannibale con la faccia e il corpo pitturati che combatteva brutalmente e senza pietà alcuna degli avversari. Kamala lavorò nella Mid-South Wrestling di Memphis e nella World Class Championship Wrestling a Dallas durante i primi anni Ottanta.

### Mid-South Wrestling (1982–1986)

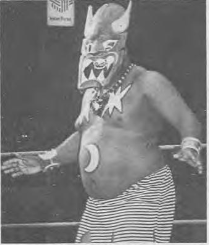
Kamala nel 1987

Alla fine del 1982, Kamala cominciò a lottare nella Mid-South Wrestling di Bill Watts. Nella Mid-South Wrestling, Kamala fu soprannominato "The Ugandan Giant" (il gigante ugandese) e aveva come manager General Skandor Akbar e Friday (originariamente interpretato da Buddy Wayne, e poi da Frank Dalton),. All'inizio venne presentato come una ex guardia del corpo del presidente dell'Uganda Idi Amin. Era parte della stable heel Devastation Inc. Nell'aprile 1983 lottò contro André the Giant in un match molto pubblicizzato al Louisiana Superdome. Sempre nel 1983, affrontò The Junkyard Dog in una serie di "battle of the monsters" match.

### World Class Championship Wrestling (1983–1985)
Nel marzo 1983, Kamala debuttò nella World Class Championship Wrestling di Dallas. Nell'ottobre dello stesso anno, sfidò Harley Race per il titolo NWA World Heavyweight Championship, perdendo per squalifica. Quello stesso mese, iniziò un lungo feud con la famiglia Von Erich, scontrandosi ripetutamente con David, Kerry e Kevin. Nel maggio 1984 affrontò The Great Kabuki all'evento David Von Erich Memorial Parade of Champions, in onore di David, deceduto improvvisamente a febbraio. Kamala continuò ad apparire con regolarità nella WCCW fino alla fine del 1985.

### World Wrestling Federation

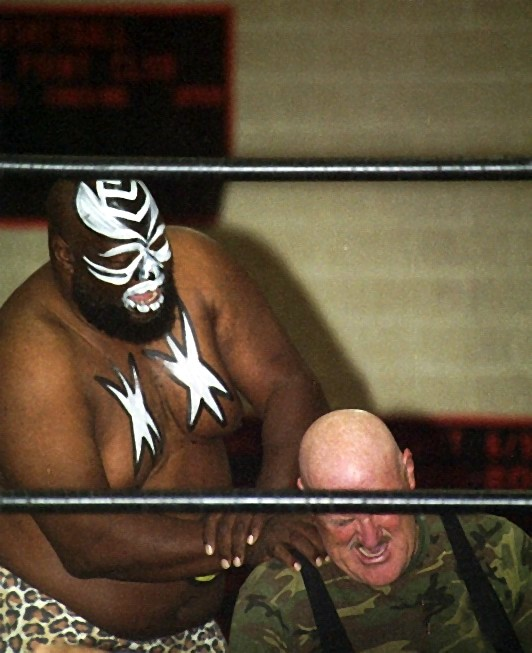
Kamala in un match contro Sgt. Slaughter

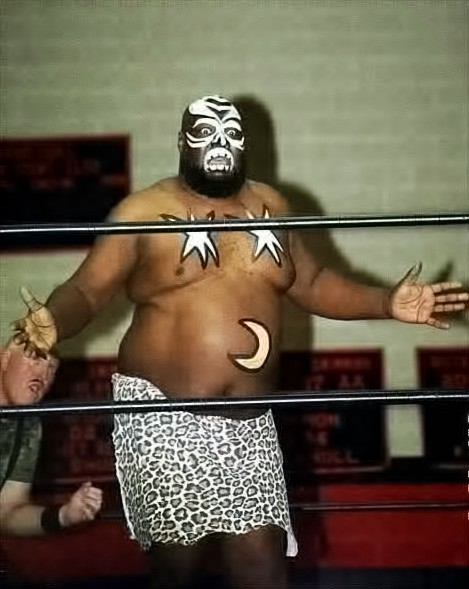
Kamala

Nel 1986, Kamala entrò a far parte della World Wrestling Federation, dove gli venne affiancato come manager-padrone, Kim Chee, di solito interpretato da Steve Lombardi, o da King Curtis Iaukea. Durante questo periodo Kamala combatté contro Hulk Hogan, André the Giant, e Jake "the Snake" Roberts; il feud con Roberts dimostrò che Kamala aveva il terrore dei serpenti. Kamala combatté anche in coppia con il Wild Samoan Sika prima di lasciare la WWF nel 1988. Nei primi anni Novanta Kamala ritornò in WWF insieme a Kim Chee, questa volta come manager aveva Harvey Wippleman. Dopo una sconfitta contro The Undertaker nel primo Coffin match in WWF alle Survivor Series del 1992, Kamala lasciò Wippleman e diventò un face sotto la tutela del reverendo Slick. Slick dichiarò di voler cercare di “umanizzare” Kamala.

### United States Wrestling Association
Nel 1990 debuttò nella United States Wrestling Association (USWA) di Memphis, dove si scontrò con Jerry Lawler e Koko B. Ware e conquistò il titolo USWA Unified World Heavyweight Championship in quattro occasioni. Nel 1992 lasciò la compagnia.
Nel gennaio del 1996 Kamala tornò nella USWA per l'ultima volta per combattere insieme a Brian Christopher e PG-13 per sconfiggere Tracy Smothers, Doug Gilbert, Jesse James Armstrong e Robert Gibson in un Iron Man match. Era inattivo nel wrestling da qualche anno.

### World Championship Wrestling
Dopo aver lasciato la WWF nel 1993, Kamala ritornò al suo precedente lavoro di camionista per due anni. Successivamente Hulk Hogan lo chiamò chiedendogli se fosse interessato a lavorare nella World Championship Wrestling (WCW), Kamala accettò ma la sua esperienza con la federazione fu breve. In WCW diventò membro dell'organizzazione The Dungeon of Doom capeggiata da Kevin Sullivan, il quale scopo era porre fine alla carriera di Hogan. Nella sua prima apparizione in un pay-per-view WCW, sconfisse "Hacksaw" Jim Duggan a Bash at the Beach 1995. Ebbe un match contro Hogan a Clash of the Champions XXXI ma fu sconfitto. Lasciò la federazione nell'ottobre del 1995 per problemi di rinnovo del contratto. Kamala raccontò in seguito che la sua permanenza in WCW fu il periodo peggiore della sua carriera. Inoltre disse che la WCW era un ambiente pieno di veleni.

### Circuito indipendente (2002–2010)
Kamala tornò al wrestling lottando in varie federazioni minori facenti parte del circuito indipendente. Perse un match contro la sua nemesi Jerry Lawler all'International Wrestling Cartel il 20 luglio 2002. Dal 2003 al 2004 fece qualche apparizione nella Memphis Wrestling.
A WrestleReunion 1 perse contro Jim Duggan il 29 gennaio 2005. Il 30 settembre 2006, lottò in un match terminato in no contest con Bryan Danielson, dove era in palio il titolo ROH World Championship a un evento della National Wrestling Alliance svoltosi a Bridgeport, Connecticut. 
Sconfisse Lanny Poffo all'evento Wrestling Supershow della Great North Wrestling all'Ottawa SuperEX di Ottawa, Canada. Durante il ppv della TNA Slammiversary 2008 appare come invitato al matrimonio tra Jay Lethal e So Cal Val. Il suo ultimo match fu il 15 agosto 2010 nella Juggalo Championship Wrestling, dove in coppia con The Weedman, sconfisse The Haters (Pauly & Vito Thomaselli).

## Vita privata
Harris è stato sposato con Sheila Stover dal 1974 al 2005. Dopo che la coppia ebbe divorziato, Harris sposò Melissa Guzman. Ha vissuto con sua nipote Ashley a Senatobia, Mississippi, fino alla sua morte.
Sin dal 1993, ha scritto, eseguito, e prodotto la propria musica. Ha scritto più di 100 canzoni. Molti dei suoi brani parlano della discriminazione razziale che dovette subire nel mondo del wrestling. In una intervista, raccontò che a SummerSlam 1992, per un suo match ricevette solo 13.000 dollari mentre il suo avversario, The Undertaker, ne ricevette 500.000.
Il 9 dicembre 2008 ha ricevuto una laurea ad honorem dalla University of Arkansas.
Si ritira dal mondo del wrestling a seguito di un'amputazione di un piede, avvenuta nel 2011 a causa di una complicanza del diabete e ad un aumento della pressione sanguigna. Ad aprile 2012 è seguita l'amputazione anche della gamba destra.
Nel dicembre 2014, Harris ha pubblicato la propria autobiografia scritta in collaborazione con Kenny Casanova, uno dei tanti manager avuti in carriera. Kamala Speaks racconta la storia della sua vita, della sua carriera nel wrestling, e della perdita di entrambe le gambe a causa del diabete.
Nel luglio 2016, Harris ha fatto parte di una class action contro la WWE come parte in causa. La causa legale accusa la federazione di aver celato e sottovalutato i rischi di danni cerebrali connessi all'attività di lottatore, dovuti ai ricorrenti traumi cranici ai quali vengono sottoposti i wrestler nella compagnia. La causa venne discussa dall'avvocato Konstantine Kyros, già coinvolto in numerose altre azioni legali nei confronti della WWE. Nel settembre 2018 la causa è stata respinta dal giudice Vanessa Lynne Bryant del Distretto del Connecticut.
Il 19 novembre 2017, Harris si sottopose a un delicato intervento chirurgico a cuore e polmoni presso l'ospedale di Oxford (Mississippi). A seguito dell'operazione, delle complicazioni post-operatorie hanno reso necessario collegare Harris a un macchinario per il supporto vitale. Il giorno dopo, la figlia dichiarò che le sue condizioni erano in miglioramento anche se non era ancora in grado di respirare autonomamente. Il 22 novembre, fu diffusa la notizia che Harris ora riusciva a respirare da solo ma non era in grado di parlare e restava in terapia intensiva.

## Morte
Il 5 agosto 2020 risultò positivo al COVID-19 e fu trasportato in ospedale. La moglie riferì che aveva probabilmente contratto il virus durante una delle sue numerose visite settimanali al centro dialisi. Il 9 agosto, durante il ricovero, ebbe un arresto cardiaco che lo portò alla morte, all'età di 70 anni.

## Personaggio

### Mosse finali
- Air Africa/Kamala Splash (Diving Splash)

### Manager
- Skandor Akbar[27]
- Freddie Blassie[1]
- Kenny Casanova
- Kim Chee[1]
- Eddie Creatchman[1]
- James J. Dillon[28]
- Friday[1]
- Mr. Fuji[1]
- The Grand Wizard
- Jimmy Hart[29][30]
- King Curtis Iaukea[1]
- Paul Jones[31]
- Adnan El Kassey
- "Mr. Terrific" Tim Lawler
- The Masked Negotiator
- Percy Pringle[1]
- Slick[1]
- Kevin Sullivan[32]
- Harvey Wippleman[1][33]

## Titoli e riconoscimenti
Continental Wrestling Association
- AWA Southern Heavyweight Championship (1)

Great Lakes Wrestling Association
- GLWA Heavyweight Championship (1)

NWA Tri-State
- NWA United States Tag Team Championship ''(Tri-State version)'' (1 - con Oki Shikina)[1]

Southeastern Championship Wrestling
- NWA Southeastern Heavyweight Championship (Northern Division) (1)[34]

Pro Wrestling Illustrated
- Nel 2003 PWI lo ha classificato alla posizione numero 144 nella lista dei 500 migliori wrestler dei "PWI Years".

Southeastern Xtreme Wrestling
- SXW Hardcore Championship (1)

Texas All-Star Wrestling
- TAS Six-Man Tag Team Championship (1)

United States Wrestling Association
- USWA Unified World Heavyweight Championship (4)[35]